# Lucija Stramec
Lucija Stramec, slovenska akademska slikarka, * 1978, Slovenj Gradec.
Lucija Stramec je študirala slikarstvo na Akademiji za likovno umetnost in oblikovanje v Ljubljani, kjer je diplomirala pri profesorju Zmagu Jeraju in magistrirala pri profesorju Hermanu Gvardjančiču. Živi in ustvarja kot samostojna umetnica v Mariboru in na Muti.